# Céramique d'art
La céramique d'art (ou céramique artistique) est l'art de créer un type de céramique fabriquée à partir de matériaux tels que l'argile à laquelle on donne une « forme artistique » : des carreaux de céramique, des figurines, des sculptures, de la vaisselle, etc. Arts visuels, et plus largement arts plastiques, les céramiques d'art peuvent être des objets d'art, des objets décoratifs, industriels, appliqués, ou encore des artéfacts. La céramique artistique est le fruit d'une ou plusieurs personnes. La céramique d'art est conçue, fabriquée et décorée dans des poteries ou dans des ateliers de céramiques.
La plupart des produits traditionnels en céramique ont été fabriqués à partir d'argile (ou d'argile mélangée avec d'autres matériaux), mis en forme et soumis à la chaleur. La vaisselle et les céramiques décoratives sont encore généralement produites de cette façon. Dans l'usage de l'ingénierie moderne en céramique, la céramique est l'art et la science de la fabrication d'objets à partir de matériaux inorganiques, non métalliques par l'action de la chaleur. Elle exclut donc le verre et la mosaïque en verre tesselles.
La céramique d'art a une longue histoire dans la plupart des pays développés et nombreuses céramiques sont des éléments artistiques laissés des cultures disparues, comme celle de la Nok en Afrique il y a plus de 2000 ans. Les cultures particulièrement reconnues pour leurs céramiques artistiques sont les Chinois, Crétois, les Grecs, les Perses, les Mayas, les Japonais et les Coréens, ainsi que les cultures occidentales modernes.
Les éléments d'art céramique, sur lesquels différents degrés d'importance ont été placés selon les époques, sont la forme de l'objet, sa décoration peinte, la sculpture, ou encore le vitrage présent sur de nombreuses céramiques.

## Matériaux
L'utilisation de l'argile associée à différents minéraux et conditions de cuisson permet de produire de la faïence, du grès, de la porcelaine fine et de la porcelaine à la cendre d'os.

### Faïence
La faïence est une céramique de terre cuite, émaillée ou vernissée, mais non vitrifiée, dont le corps une fois cuit est poreux est par définition perméable à l'eau. De nombreux types de poterie ont été fabriqués dès les premiers temps et jusqu'au XVIIIe siècle à partir de cette technique. Souvent fabriquée à partir d'argile mélangée à du quartz et de feldspath, elle était le type le plus commun de céramiques en extrême-Orient.

### Grès
La céramique en grès est principalement fabriquée à partir d'argile silico-argileuse cuite à des températures très élevées (supérieures à 1 200 °C). Vitrifiée ou non, elle est non poreuse et peut être émaillée.

### Porcelaine fine
Le porcelaine est une céramique dite fine généralement constituée de kaolin cuite entre 1 200 et 1 400 °C. Par rapport à d'autres types de céramiques, la ténacité, la force et la translucidité de la porcelaine proviennent principalement de la formation du minéral mullite, lors de la cuisson de la kaolin à des températures élevées, et de la vitrification. D'autres propriétés sont également associées à la porcelaine, telles que la faible perméabilité, l'élasticité, la dureté, la blancheur, la résonance et une résistante élevée aux agressions chimiques et aux chocs thermiques.

### Porcelaine à la cendre d'os
La porcelaine à la cendre d'os (ou porcelaine anglaise) est un type de porcelaine tendre composé de 30 % de cendre d'os minimum (phosphate de chaux), de kaolin, de feldspath et de quartz. Développée par le céramiste anglais Josiah Spode, la porcelaine à la cendre d'os est connue pour ses niveaux élevés de blancheur et de translucidité. Sa haute résistance lui permet également d'être produite dans des sections plus minces que d'autres porcelaines. « Porcelaine fine » n'est pas pour autant un terme utilisé pour désigner les céramiques à base de cendre d'os. Comme le grès, elle est vitrifiée, mais translucide en raison des minéraux de propriétés différentes. De son développement au XVIIIe siècle jusqu'au XXe siècle, la porcelaine était presque exclusivement un produit anglais, avec une production localisée à Stoke-on-Trent. Les entreprises anglaises connues qui ont produit ou produisent encore sont Mintons, Coalport, Spode, Royal Crown Derby, Royal Doulton, Wedgwood et Royal Worcester.

## Traitement de surface

### Peinture sur porcelaine
La peinture sur porcelaine est la décoration de d'objets de porcelaine vitrifiés tels que des assiettes, des bols, des vases ou des statures. Le corps de l'objet peut être en porcelaine dure, développée en Chine au VIIe siècle ou VIIIe siècle, ou en porcelaine tendre (souvent à la cendre d'os), développée en Europe au XVIIIe siècle. Plus généralement, la peinture céramique consiste à décorer l'objet. Dans un premier temps, l'objet est cuit dans un four pour le transformer en un matériau poreux et dur, le biscuit, puis une décoration, une glaçure peuvent être appliquées, suivi d'un émail qui est tiré de sorte qu'il se lie à l'argile cuite. La porcelaine émaillée peut ensuite être décorée avec de la peinture de glaçure appliquée au pinceau, par pochoir, ou par impression par transfert, par lithographie ou sérigraphie.

### Engobe
L'engobe est un travail de décoration de surface et de couleur de céramique qui s'effectue le plus souvent à « consistance-cuir » (premier stade de séchage de la céramique, où l'argile commence à sécher et se durcir avant cuisson). Barbotine argileuse, l'engobe est un mélange d'argiles à d'autres minéraux tels que le quartz, le feldspath et le mica qui doit ses couleurs à des mélanges d'oxydes ou de colorants de masses. Ce revêtement, blanc ou coloré, peut être appliqué sur la céramique pour améliorer son apparence, pour lui donner une surface plus lisse si son corps est rugueux, pour masquer la couleur de surface de l'objet ou tout simplement pour un effet décoratif. L'engobe s'applique avec des techniques de peinture, de manière isolée (pinceau, poire) ou en plusieurs couches et couleurs (trempage, rinçage, aspersion, pistolet). La technique de décoration dite « sgraffite » implique de gratter une couche d'engobe pour en révéler une autre (ou le corps de l'objet) afin d'exposer plusieurs niveaux de couleurs. Ceci est particulièrement utile si le corps de base n'a pas la couleur ou la texture désirée.

### Céramique sigillée
Contrairement à l'usage archéologique, où la céramique sigillée se réfère à toute une classe de poteries céramiques caractéristiques du Haut-Empire romain et destinées au service de table, la « terre sigillée » décrit également « un jus » d'argile rouge et d'eau qui est appliqué en fine couche sur les céramiques afin d'en faciliter le brunissage lors de la cuisson. Selon que la cuisson a lieu en atmosphère oxydante ou réductrice, la couleur variera, rouge-orangée dans le premier cas, noire dans le second.

## Productions

### Carreaux de céramique
Le carreau est une pièce fabriquée en un matériau résistant à l'usure. Il peut être en céramique, en terre cuite, en pierre, en métal ou même en verre. Il est utilisé pour couvrir les planchers, les murs, les douches ou d'autres objets tels que des tables. Les carreaux sont souvent utilisés pour former la paroi des peintures murales et les revêtements de sol avec des motifs allant des carrés simples aux mosaïques complexes.

### Figurines
Une figurine est une statuette qui représente un être humain, une divinité, une créature mythique ou animal. Les figurines sont réalistes ou iconiques en fonction de la compétence et de l'intention de l'artiste. Les premières ont été faites en pierre ou en argile. Durant la Grèce antique, de nombreuses figurines ont été fabriquées à  partir de terre cuite. Quant aux versions modernes, elles sont en céramique, métal, verre, bois ou plastique.
Les figurines et miniatures sont parfois utilisées dans des jeux de société, tels que les échecs ou des tables de jeux de rôles. D'anciennes figurines sont également utilisées pour actualiser certaines théories historiques, comme l'origine du jeu d'échecs.

### Art de la table
La vaisselle est l'ensemble des objets utilisés pour établir une table, pour servir le dîner et le souper. Elle se compose de la coutellerie, de la verrerie, de la vaisselle de service et d'autres objets décoratifs,. Les plats, les bols et les tasses sont fabriqués dans diverses matières, dont la céramique, tandis que la coutellerie est généralement fabriquée à partir de métal, et la verrerie est souvent faite à partir de verre ou d'autres matériaux non céramiques. La qualité, la nature, la variété et le nombre d'objets varient en fonction de la culture, de la religion, du nombre de convives, de la cuisine et de l'occasion. Par exemple au Moyen-Orient, la culture indienne ou polynésienne utilisent des pains ou des feuilles en guise d'assiettes individuelles pour servir la nourriture, les ustensiles de plus grandes qualités servant pour les occasions spéciales.

### Terre cuite (œuvres)
En plus d'être un matériau d'argile « cuite », l'expression se réfère également à des articles fabriqués à partir de celui-ci. En archéologie et en histoire de l'art, « terre cuite » est souvent utilisé pour décrire des objets, tels que les statues et figurines qui n'ont pas été fabriquées à l'aide d'un tour de potier. Par exemple, l'armée de terre cuite est une collection à taille humaine de sculptures  en terre cuite représentant l'armée de Qin Shi Huang, premier empereur de Chine. Il est une forme d'art funéraire enterré avec l'empereur en 210 av. J.-C. et dont le but est de protéger l'empereur dans sa vie après la mort.
Albert-Ernest Carrier-Belleuse, sculpteur français, fait de nombreuses pièces en terre cuite. La plus célèbre est certainement L'enlèvement d'Hippodamie représentant la scène mythologique grecque de l'enlèvement d'Hippodamie le jour de son mariage.
Louis Sullivan, architecte américain, est bien connu pour son vitrage architectural en terre cuite avec des dessins qui auraient été impossibles à exécuter sur tout autre support.
La terre cuite et les carreaux ont également été largement utilisés pour les bâtiments de l'époque victorienne à Birmingham, en Angleterre.

## Histoire
La céramique d'art a une longue histoire dans la plupart des pays développés et nombreuses céramiques sont des éléments artistiques laissés des cultures disparues, comme celle de la Nok en Afrique il y a plus de 2000 ans. Les cultures particulièrement reconnues pour leurs céramiques artistiques sont les Chinois, Crétois, les Grecs, les Perses, les Mayas, les Japonais et les Coréens, ainsi que les cultures occidentales modernes.
Bien que l'on trouve des figurines en céramique de périodes antérieures en Europe, les plus anciens vases en céramique connus viennent d'Asie orientale, avec des découvertes d'échantillons datant d'entre 20 000 et 15 000 ans en Chine et au Japon,, et de l'actuel Extrême-Orient russe. Les fragments les plus anciens dateraient de 20 000 ans et ont été trouvés en 2010-2011 dans la grotte de Xianrendong dans la province chinoise Jiangxi,. Certains experts estiment que la première vraie porcelaine a été faite dans la province du Zhejiang en Chine au cours de la dynastie des Han de l'Est. La température de cuisson estimée, à la suite de la découverte de tessons de poterie sur les sites archéologiques de la dynastie des Han de l'Est, varie de 1 260 à 1 300 °C. Il semble que 1 000 ans avant notre ère, des protoporcelaines ont été façonnées en utilisant au moins une partie de kaolin cuit à températures élevées. La démarcation entre protoporcelaine et porcelaine n'est pas clair. Les découvertes archéologiques poussent les dates à la dynastie des Han.
Jusqu'au XVIe siècle, de petites quantités de porcelaines chinoises coûteuses ont été importées en Europe. Au XVIe siècle, des tentatives sont faites pour l'imiter en Europe avec par exemple la porcelaine tendre ou encore la porcelaine Médicis de Florence. Aucune n'y parvient jusqu'à la constitution d'une recette de porcelaine dure par Johann Friedrich Böttger à Meissen près de Dresde en 1709, marquant la naissance de la porcelaine de Saxe. En quelques années, des usines de porcelaines se développent : Nymphenburg en Bavière (1747), Capodimonte à Naples (1743), etc.

### Céramique préhistorique

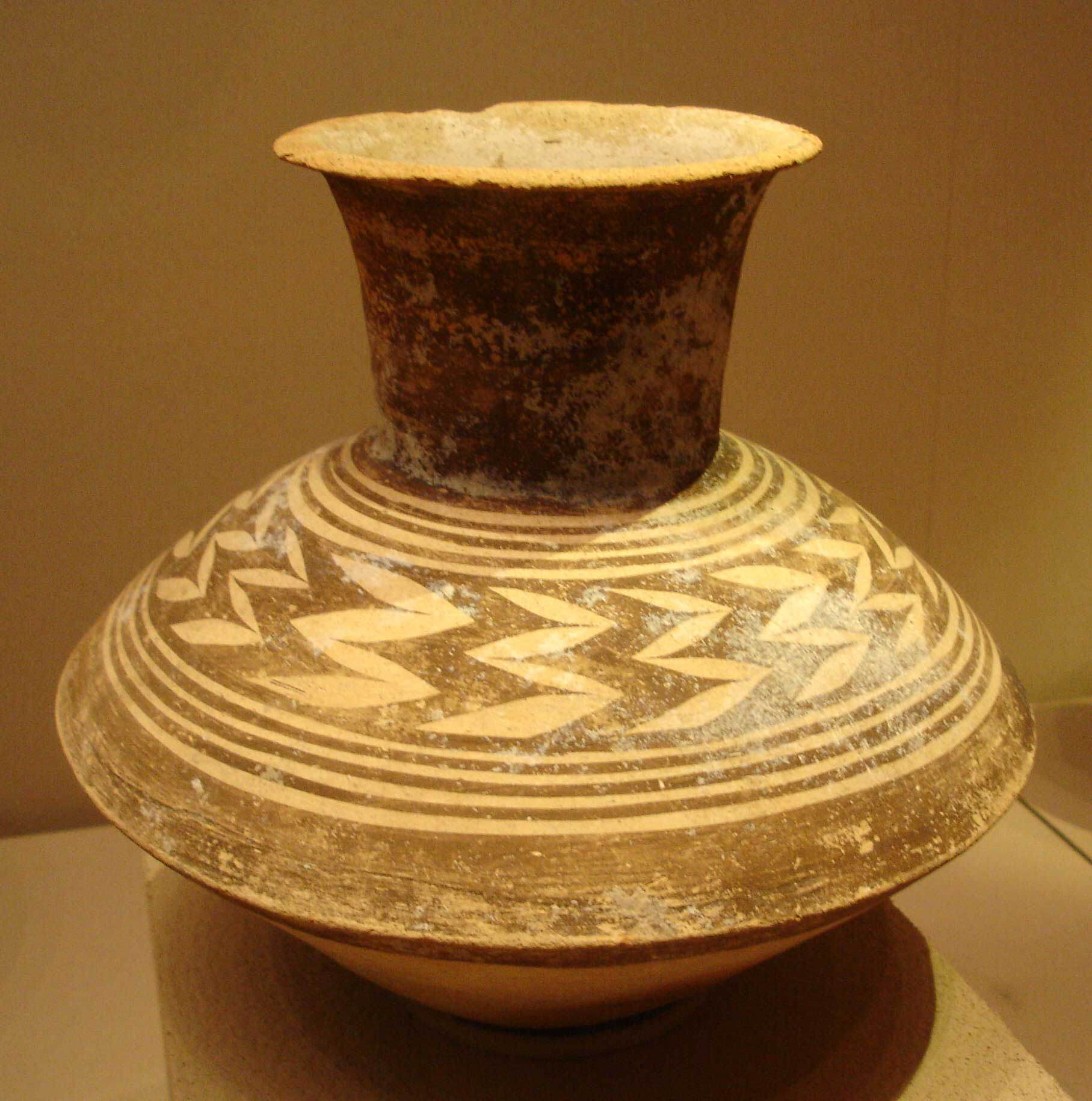
Vase, (Mésopotamie fin Période d'Obeïd 4500 - 4000 av. J.-C.).

Les premières céramiques sont produites en colombins, méthode qui consiste à former des « spirales », des boudins d'argile superposés selon la forme à produire et dont la surface est par la suite lissée.
L'invention du tour de potier date d'environ 4000 av. J.-C. et apparait probablement en Mésopotamie. Pour autant, le tour de potier se retrouve dans toute l'Eurasie et une grande partie de l'Afrique, tandis qu'il reste inconnu dans le Nouveau Monde jusqu'à l'arrivée des européens.
Quasiment dès les premières céramiques préhistoriques, les surfaces sont décorées de peinture et de gravures à l'origine géométriques, puis figuratives.
L'importance des céramiques pour l'archéologie des cultures préhistoriques est éminente. La plupart des cultures préhistoriques sont nommées selon le style de décoration de leurs céramiques. Par exemple, la Culture rubanée, la Culture campaniforme, la Culture des amphores globulaires, la Culture de la céramique cordée et la Culture des vases à entonnoir se distinguent de par leurs céramiques pendant l'Europe néolithique de 7000 à 1800 av. J.-C..
L'art céramique a d'ailleurs généré de nombreux styles à l'intérieur même de sa pratique, mais il est étroitement lié la sculpture contemporaine et à la métallerie. Des œuvres initialement en métal, plus prestigieuses et plus coûteuses, ont été copiées en céramiques. Ceci peut être relevé dans les céramiques chinoises de la Dynastie Shang, celles de la Rome antique, les céramiques iraniennes ou encore les céramiques européennes de style Rococo qui copient des formes d'argenteries contemporaines. Les céramiques étaient souvent utilisées comme contenants, tels que des vases, des amphores, des bols et tout autre objets d'art de la table. Aussi, les figurines étaient largement produites.

### Europe

#### Les premières figurines

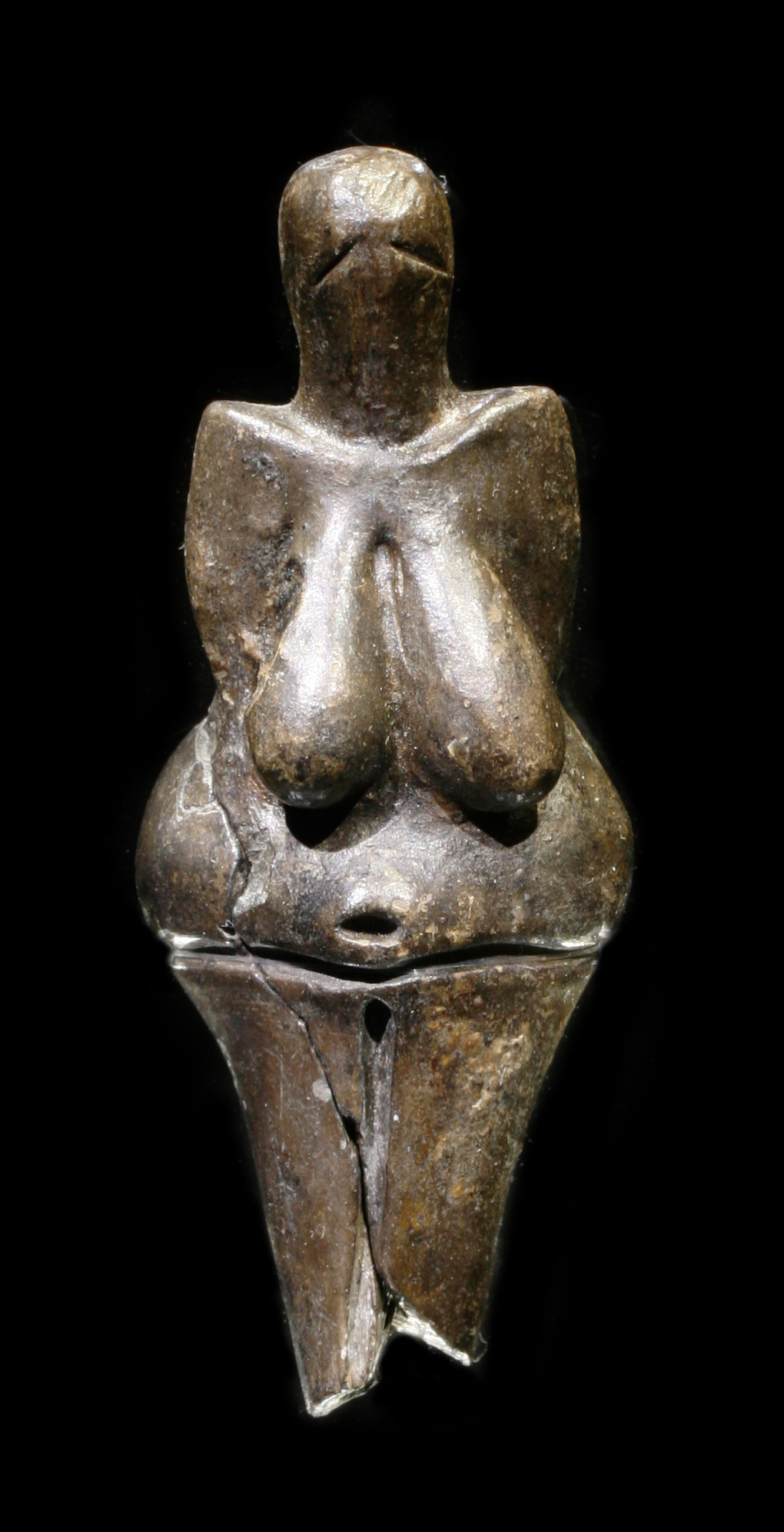
La Venuse Vestonicka

La plus vieille figurine connue (2009) est la figurine d'une femme trouvée à Dolní Věstonice (Moravie) 20 000 ans.

#### Angleterre

##### Studio potteryen Angleterre

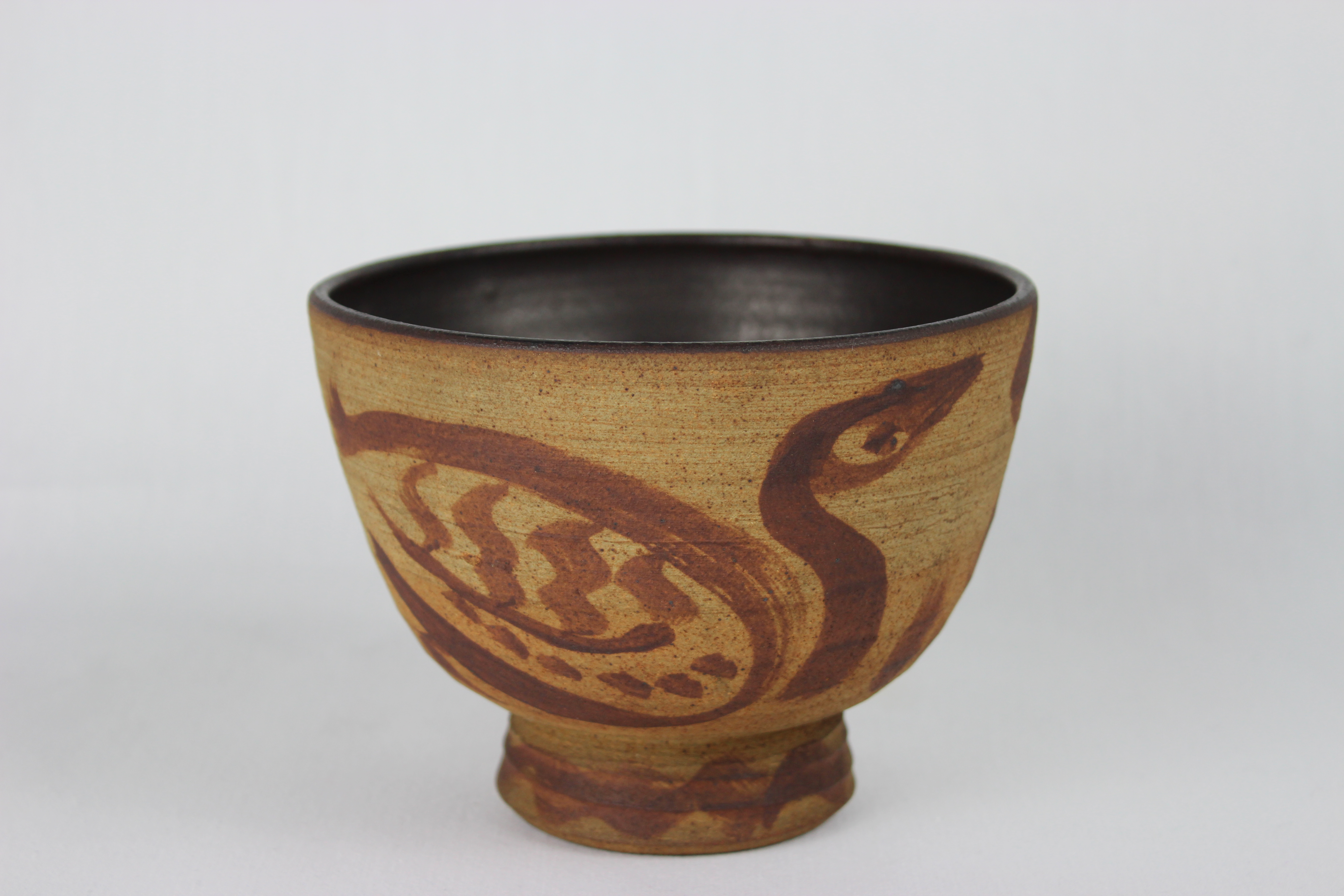
William Staite Murray Thrown Bowl
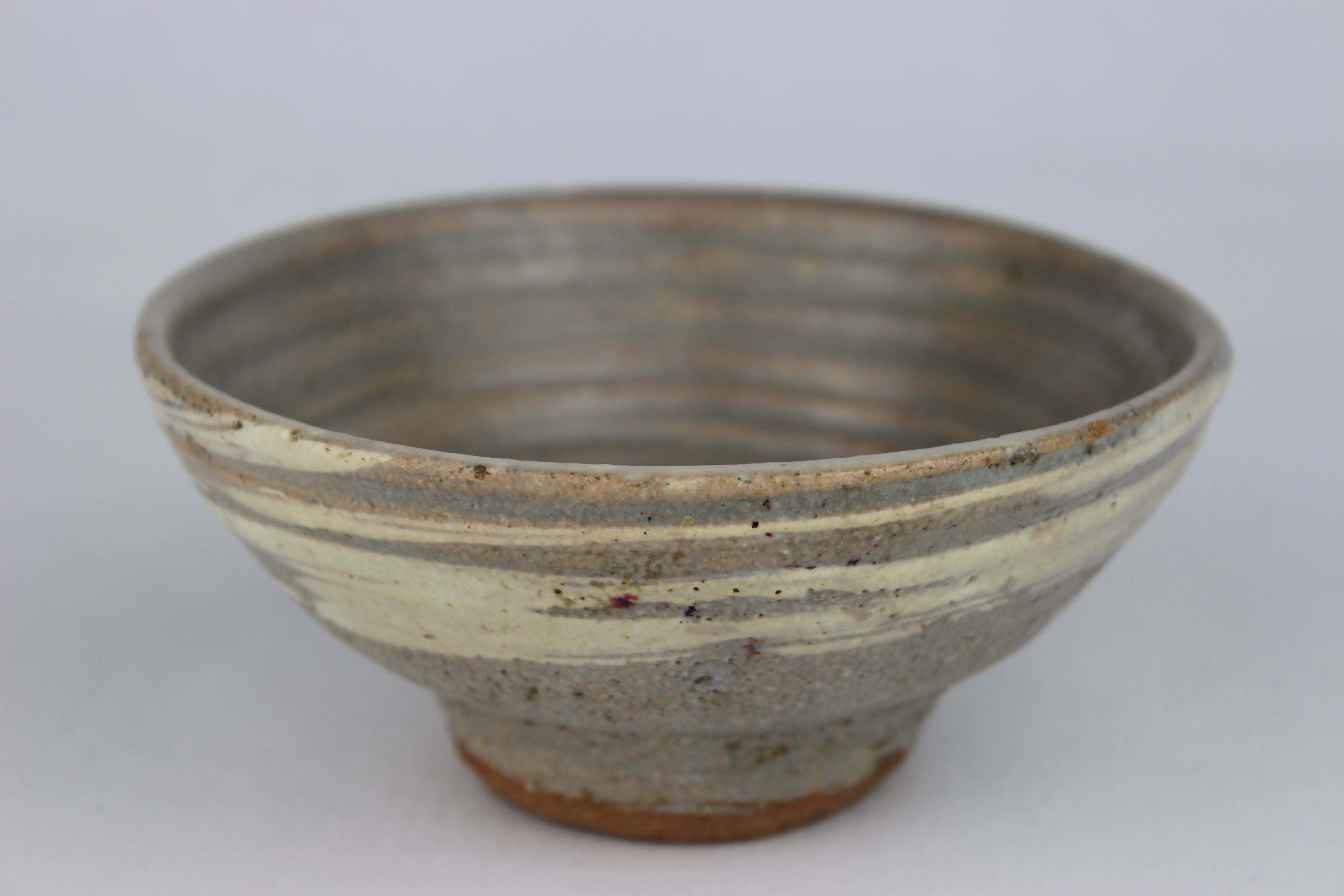
Bernard Leach Thrown Bowl
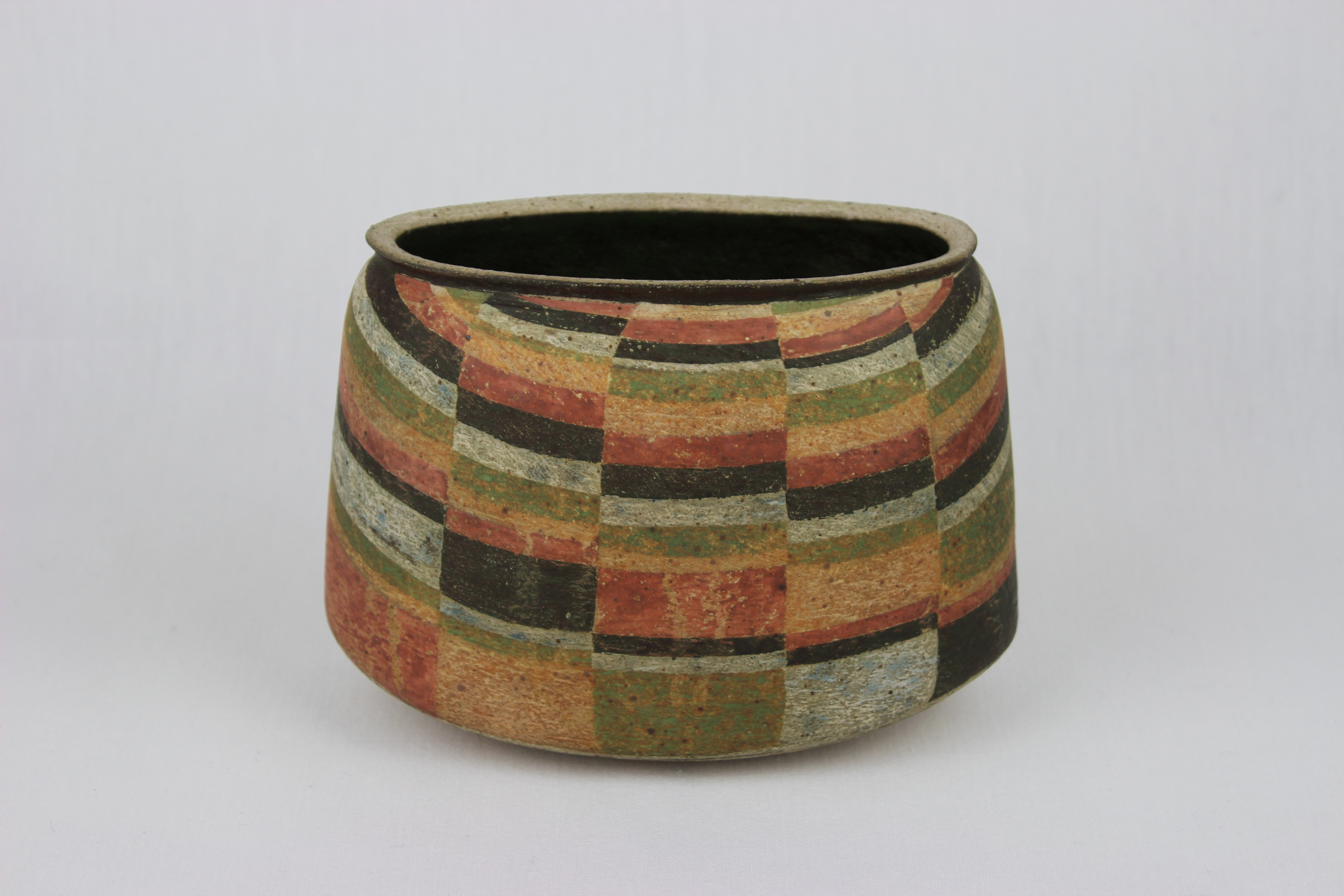
Elizabeth Fritsch Hand-built pot
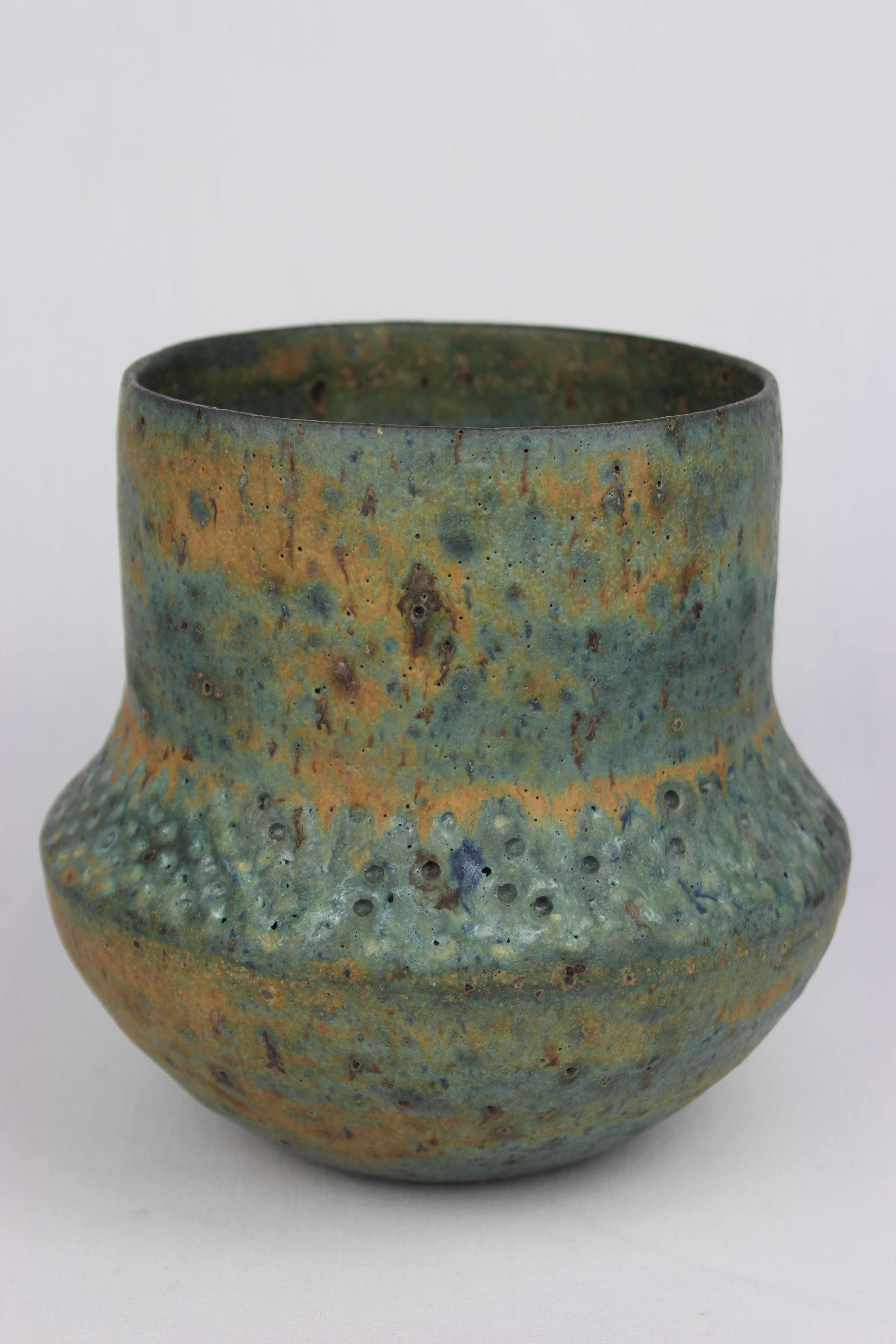
Lucie Rie Thrown Bowl

Studio pottery est une céramique produit par des artisans travaillant seuls ou en petit groupe. Ils produisent des pièces uniques ou de petite série. Toutes les étapes de production sont réalisées par l'artisan lui-même.
Représenté par des potiers partout dans le monde, il a de fortes racines en Grande-Bretagne avec des potiers comme Bernard Leach, William Staite Murray, Dora Billington, Lucie Rie et Hans Coper.
Bernard Leach (1887-1979) trouve un style de céramiques influencé par les formes anglaises, du Moyen-Orient et du Moyen Âge.
Après ayant expérimenté la faïence, il se tourne vers le travail en grès (céramique) utilisant des fours de haute température chauffés au bois ou au pétrole.
Ce style a dominé la Studio pottery d'Angleterre au milieu du XXe siècle
Lucie Rie (1902–1995), réfugiée autrichienne, était considérée comme moderniste pour ses bouteilles et bols souvent colorés auxquels elle donnait de nouveaux effets de glaçure.
Hans Coper (1920–1981) produisait des pièces sans vernis, sculpturales et non fonctionnelles.
Après la Seconde Guerre mondiale la studio pottery a été encouragé au Festival of Britain afin de combler le retard dû à l'interdiction de décorer les céramiques pendant la guerre.
Des dessins fonctionnels se mêlaient avec l'esprit du modernisme. Plusieurs poteries se formèrent comme réaction aux années glorieuses de 1950. Style resté populaire jusque dans les années 1970.
Elizabeth Fritsch (1940-) a commencé à travailler la céramique au Royal College of Art (1968–1971) avec Hans Coper. Fritsch faisait partie d'un groupe de céramistes remarquables qui émergeaient du Royal College of Art à cette époque.
Les récipients en céramique de Fritsch se sont éloignés des méthodes traditionnelles. Pour les produire, elle a développé une technique de spirales aplaties à la main, puis précisément lissées en grès lissé. Elle les décorait ensuite à la main dans des couleurs inhabituelles pour la céramique.

#### Ateliers de céramiques en Allemagne
- Porcelaine de Saxe
- Manufacture de porcelaine de Nymphenburg
- Porcelaine berlinoise (KPM)[24]

#### Ateliers de céramiques en Russie
- Manufacture de Lomonossov

À base de l'invention de porcelaine indépendant de celui de Böttger à Dresde (1708) par D. I. Winogradow (1744), à St. Petersbourg une manufacture de porcelaine a été fondée la même année.

#### Ateliers de céramiques en Autriche
En 1718 un atelier de céramiques a été fondée à Vienne.

#### Inventaire du patrimoine culturel immatériel en France
Le savoir-faire de la céramique d’art est reconnu en France depuis 2009 par l’inventaire du patrimoine culturel immatériel,, après l'observation du savoir-faire de céramistes en Bourgogne.

### Amériques

#### Céramiques amérindiennes
Les traditions de céramiques des indigènes d'Amérique du Nord et du Sud étaient déjà multiples avant l'arrivée des Européens. Certains archéologues pensent que les savoir-faire céramiques se sont diffusés par la mer en Mésoamérique, le deuxième grand berceau de la civilisation des Amériques. Les céramiques les plus anciennes connues de cette région ont été trouvées dans la région des Andes.
Les céramiques Valdivia, trouvées le long de la côte du Pacifique de l'Équateur, sont estimées à 5000 - 6000 ans. Ces céramiques sont ajointes à la culture de Valdivia et Puerto Hormiga, aussi trouvées dans la vallée de San Jacinto en Colombie. Au Pérou, des objets de 3800 à 4000 ans ont été trouvés.
Les céramiques les plus développées dans la région des Andes sont celles trouvées près du lieu cérémoniel de la culture chavinà Huántar (de 800 - 400 av. J.-C.) et Piquenique (1000 - 400 av. J.-C.)
Durant cette même période, une autre culture se développait sur le rivage sud péruvien dans la région de Paracas. La culture de Paracas (600 - 100 av. J.-C.) a produit de magnifiques céramiques en relief estampées et apprêtées avec de l’huile épaisse après la cuisson.
Cette tradition pleine de couleurs fut suivie de la culture de Nazca (1 – 600 apr. J.-C.), où les céramiste développèrent de meilleures techniques quant à la préparation de l'argile et les décorations d'objets plus sophistiquées. À la commencée de la céramique Nazca, les céramistes peignent des paysages et personnages réalistes.
Les cultures Moche, (1 - 800 apr. J.-C.) se déployaient le long du littoral nord péruvien et produisaient des sculptures et effigies avec des lignes fines rouges sur fond beige. Leurs poteries se distinguent par les « huacos », des vases-portraits dont les visages expriment des émotions, joie, rage, mélancolie, tristesse, etc. De plus, selon, les complexes dessins représentent des scènes de guerre, des célébrations et des sacrifices humains.
Comparé à d'autres cultures de la région, le développement de la céramique par les Maya commença tardivement. L'art céramique Maya prospère durant la période classique des Mayas, du IIe au Xe siècle. Au sud du Belize, le site de Lubaantun est connu pour ses œuvres très détaillées et prolifiques. D'ailleurs, de nombreuses pièces marquées de Lubaantun ont été trouvées au Honduras et Guatemala, preuve de leur qualité. De plus, les Mayas actuels de Lubaantun continuent de produire des copies des dessins originaux trouvés à Lubaantun.
Aux États-Unis, les plus vieilles céramiques trouvées datent de 2500 av. J.-C. Ces céramiques furent trouvées au Timucuan Ecological and Historic Preserve à Jacksonville (Floride) et certaines, plus anciennes, le long du fleuve Savannah en Géorgie.
Les Hopis au nord de l'Arizona et d'autres peuples d'indiens Pueblos, dont les Taos, les Acoma et les Zuñi produisent des céramiques et sont réputés pour leurs céramiques peintes dans plusieurs styles. Les styles d'autres tribus en Nouveau-Mexique varient de village en village. On compte également les Pueblos de Santa Clara (Nouveau-Mexique) et les Pueblos San Ildefonso comme lieux de production de céramiques. Les protagonistes étaient les céramistes Nampeyo, Elva Nampeyo et Dextra Quotskuyva chez les Hopis ; Leonidas Tapia du San Juan Pueblo et Maria Martinez et Julian Martinez du San Ildefonso Pueblo. Ces deux derniers redécouvrent la méthode traditionnelle de San Ildefonso Pueblo du 'noir-sur-noir' au début du XXe siècle.

### Afrique subsaharienne

La région subsaharienne
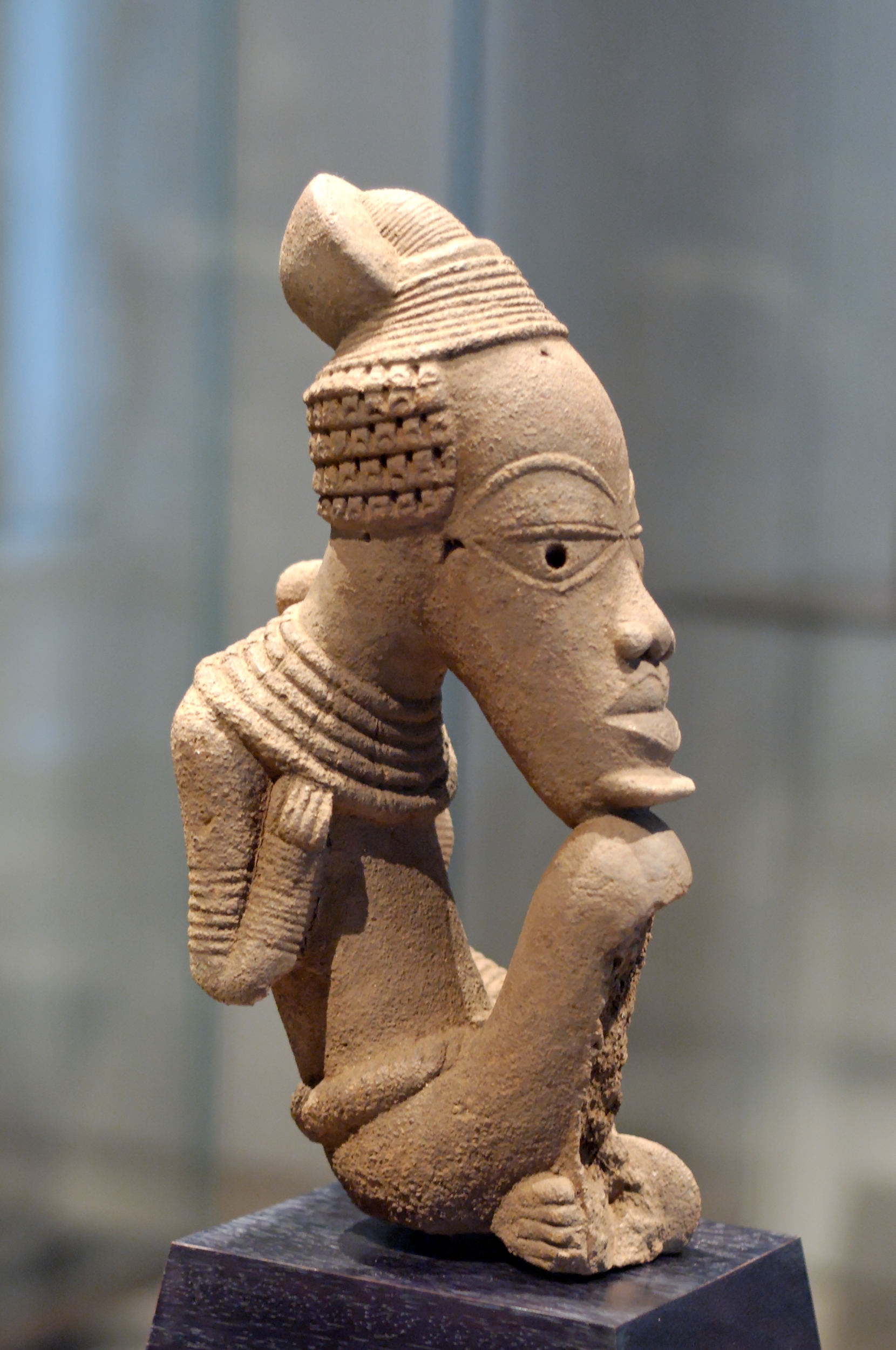
Figurine masculine en Terracotta, Nok
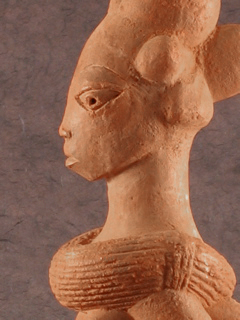
Figurine féminine en Terracotta, Nok
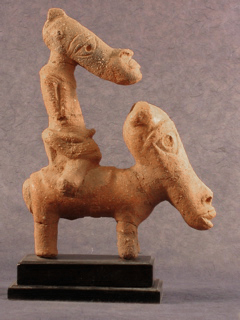
Homme à cheval en Terracotta, Nok
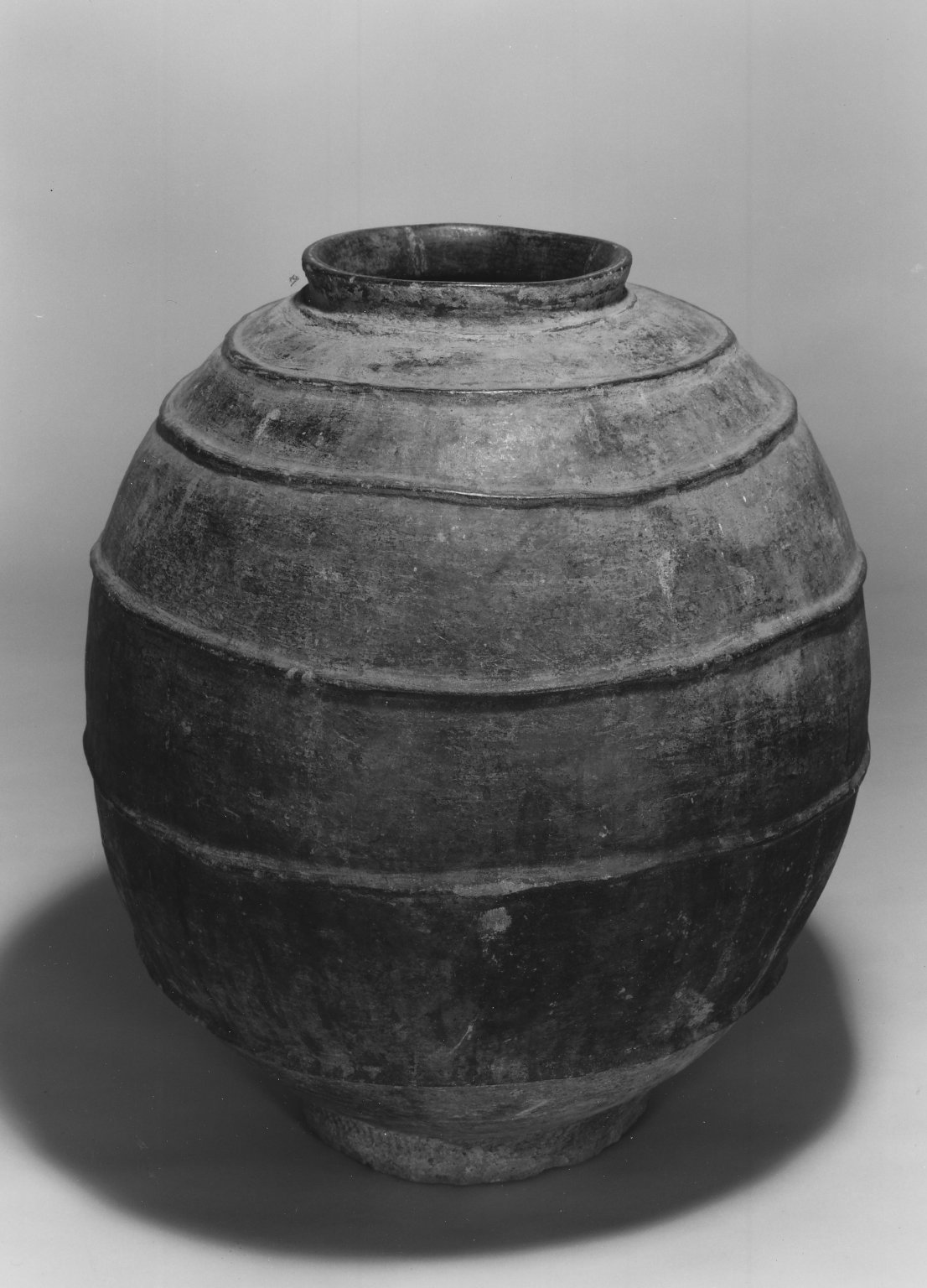
Vase comme réservoir
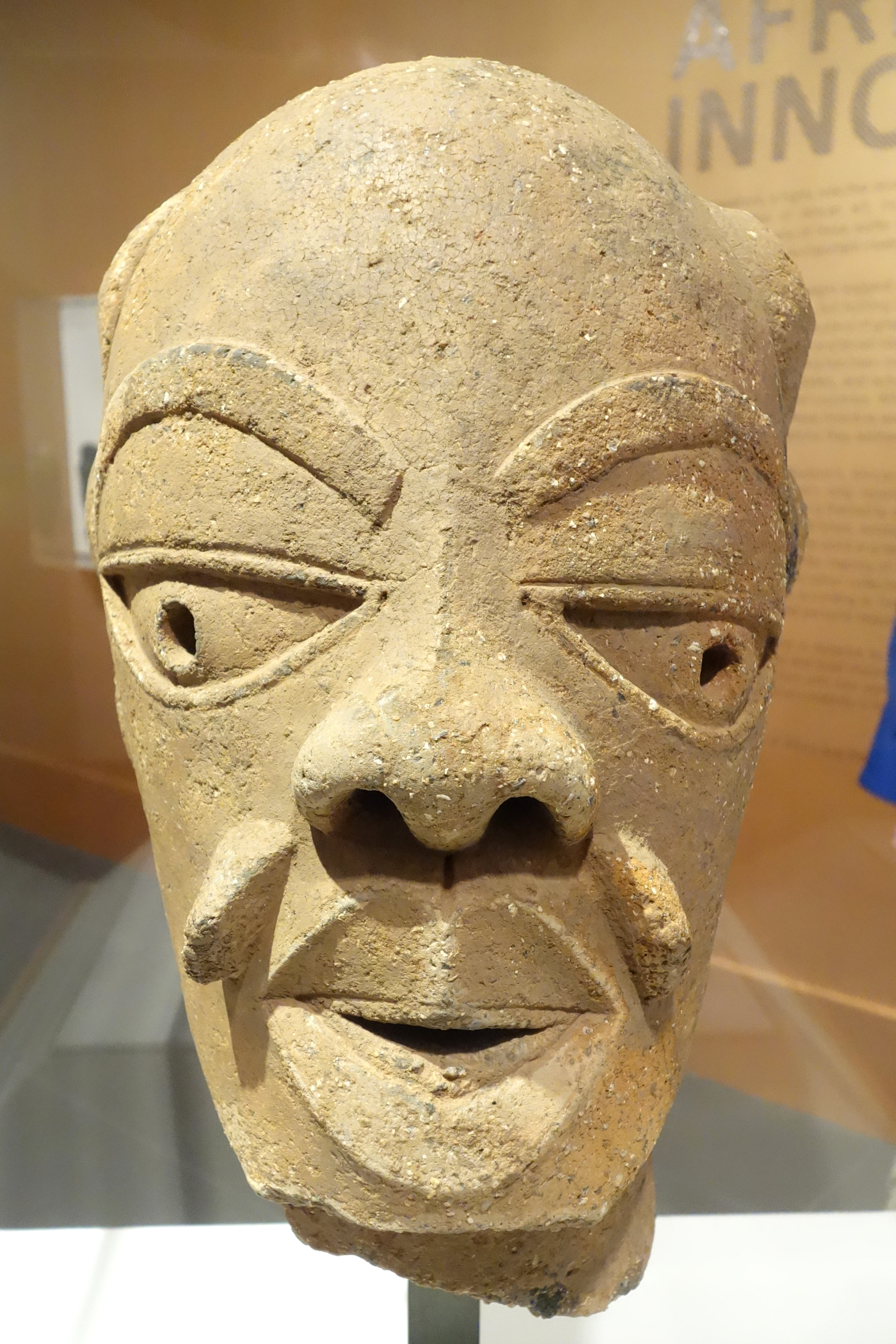
Tête, Nok  Nigeria, 550-50 av. J.-C., Terracotta (Brooklyn Museum)

Les céramiques subsahariennes sont traditionnellement produites en colombins et cuites à basse température (la porcelaine est cuite entre 1 200 et 1 400 °C). Les figurines de l'ancienne culture Nok, dont la fonction reste incertaine, sont un exemple de travail de figuratif de haute qualité que l'on retrouve dans de nombreuses cultures, comme le Bénin et le Nigeria.
Dans la région de l'Aïr du Niger (Afrique de l'Ouest) (Haour 2003) des céramique d'environ 10 000 ans av. J.-C. ont été trouvées.

### Musées de la céramique et collections muséales
Un musée de céramiques est un musée consacré à l'exposition seule ou prédominante de céramiques, normalement céramiques d'art. Des verres et des objets en émail font également quelquefois parties de l'exposition. Pour autant, les céramiques et porcelaines sont prioritairement exposées.
La plupart des collections nationales de céramiques prennent part dans des musées des Beaux-Arts présentant tous les arts ou, à minima, les arts décoratifs. Il existe également des musées spécialisés dans la céramique, soit la production des céramiques d'un pays, d'une région ou d'une manufacture. D'autres musées présentent des collections internationales de céramiques d'Europe, d'Asie ou de provenance mondiale.
Dans les pays asiatiques et islamiques, les céramiques sont une caractéristique forte des musées généraux et nationaux. Dans tous les pays, la plupart des musées archéologiques présentent des collections d'artéfacts, et plus particulièrement de tessons brisés, qui sont les plus communs.

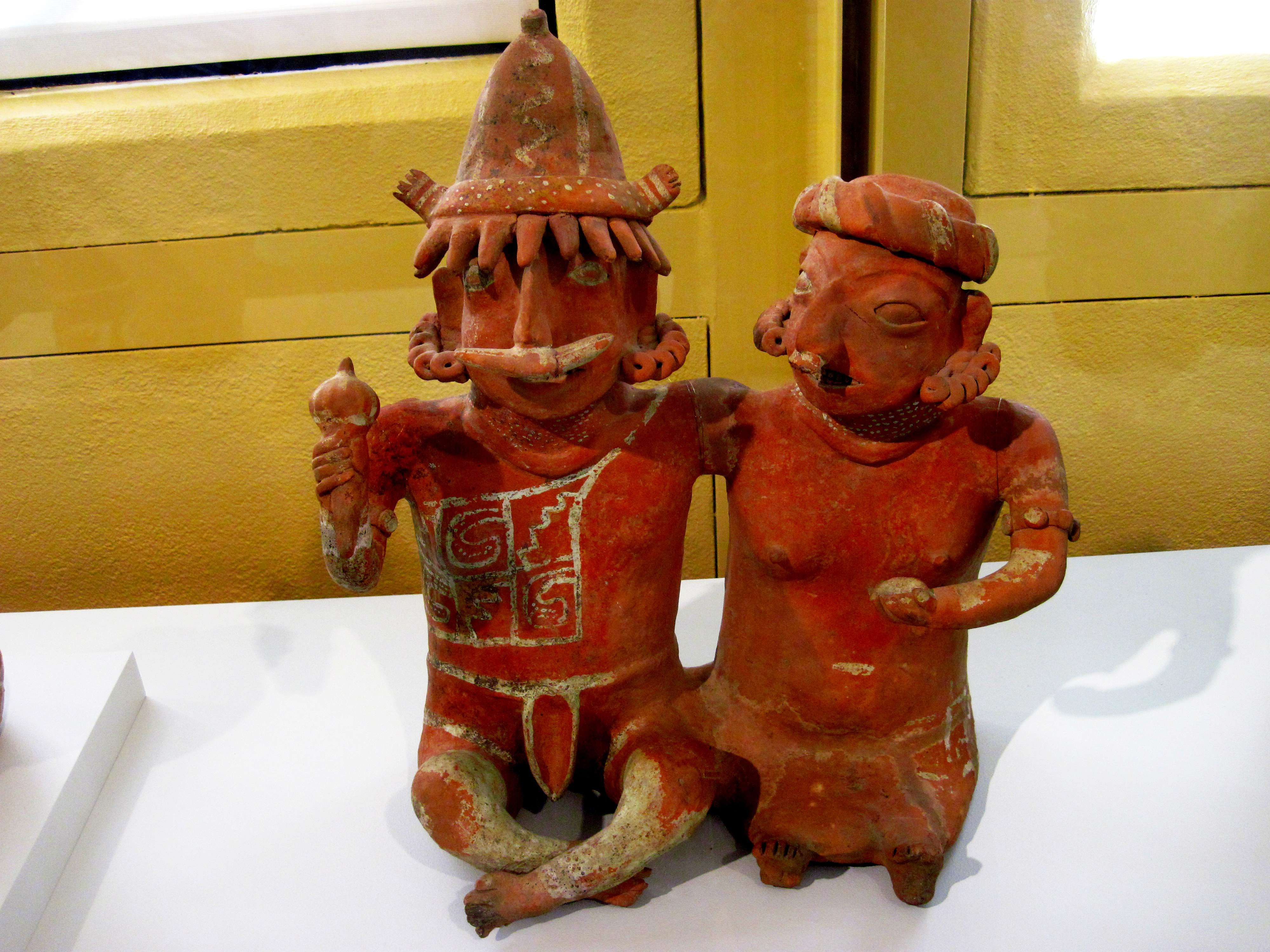
Homme et femme
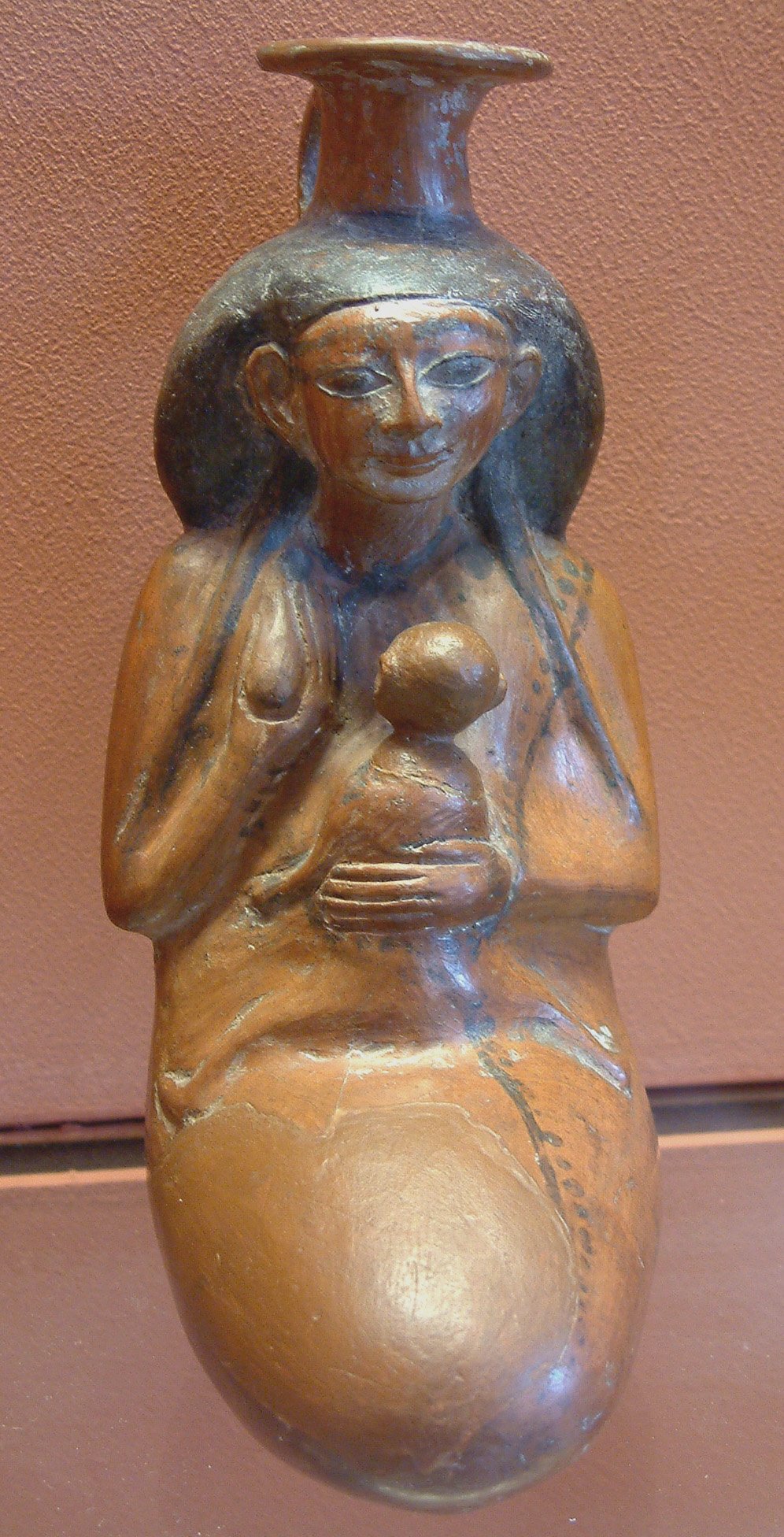
Figure égyptienne (Louvre)
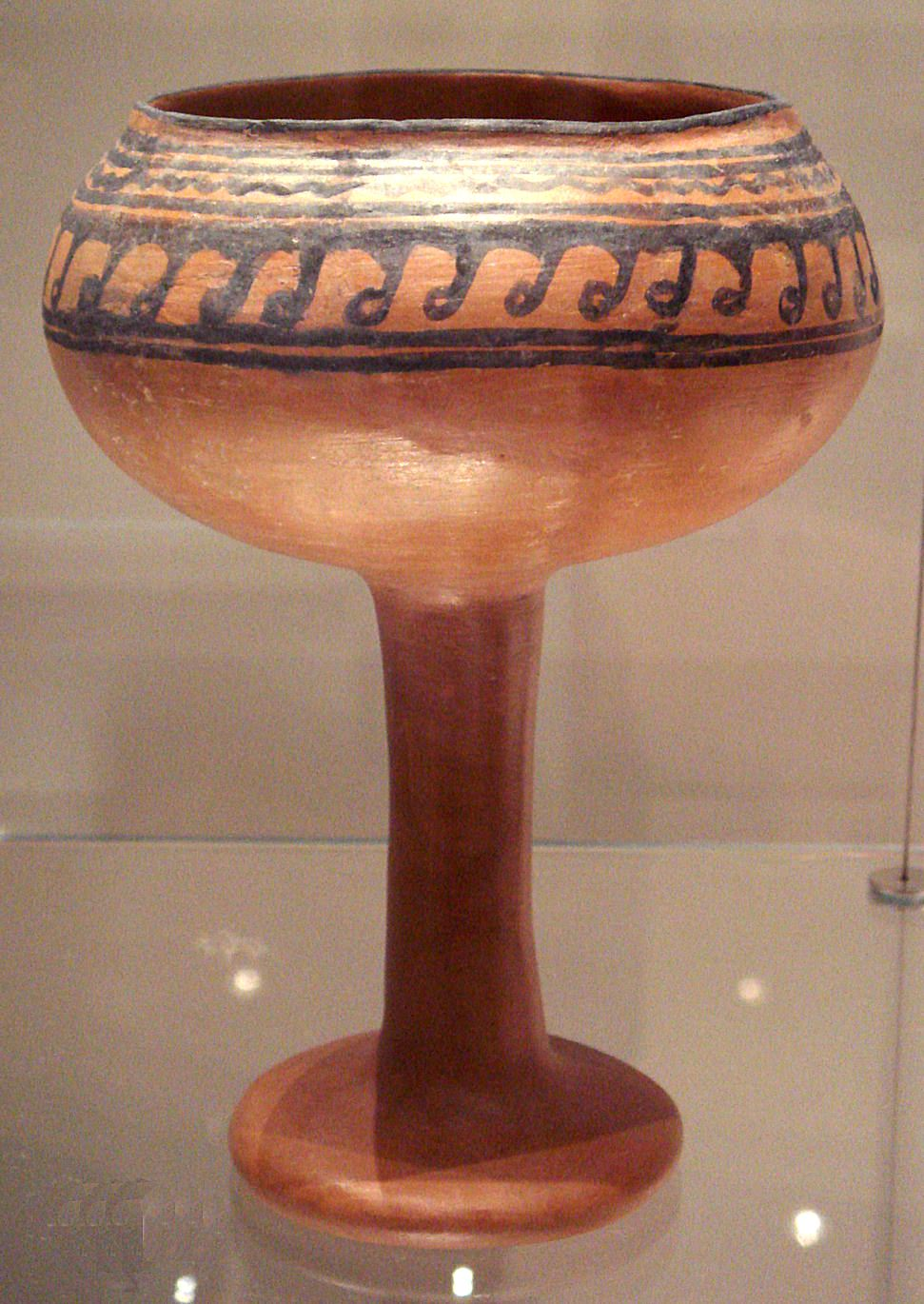
Inde, 1 300 av. J.-C.
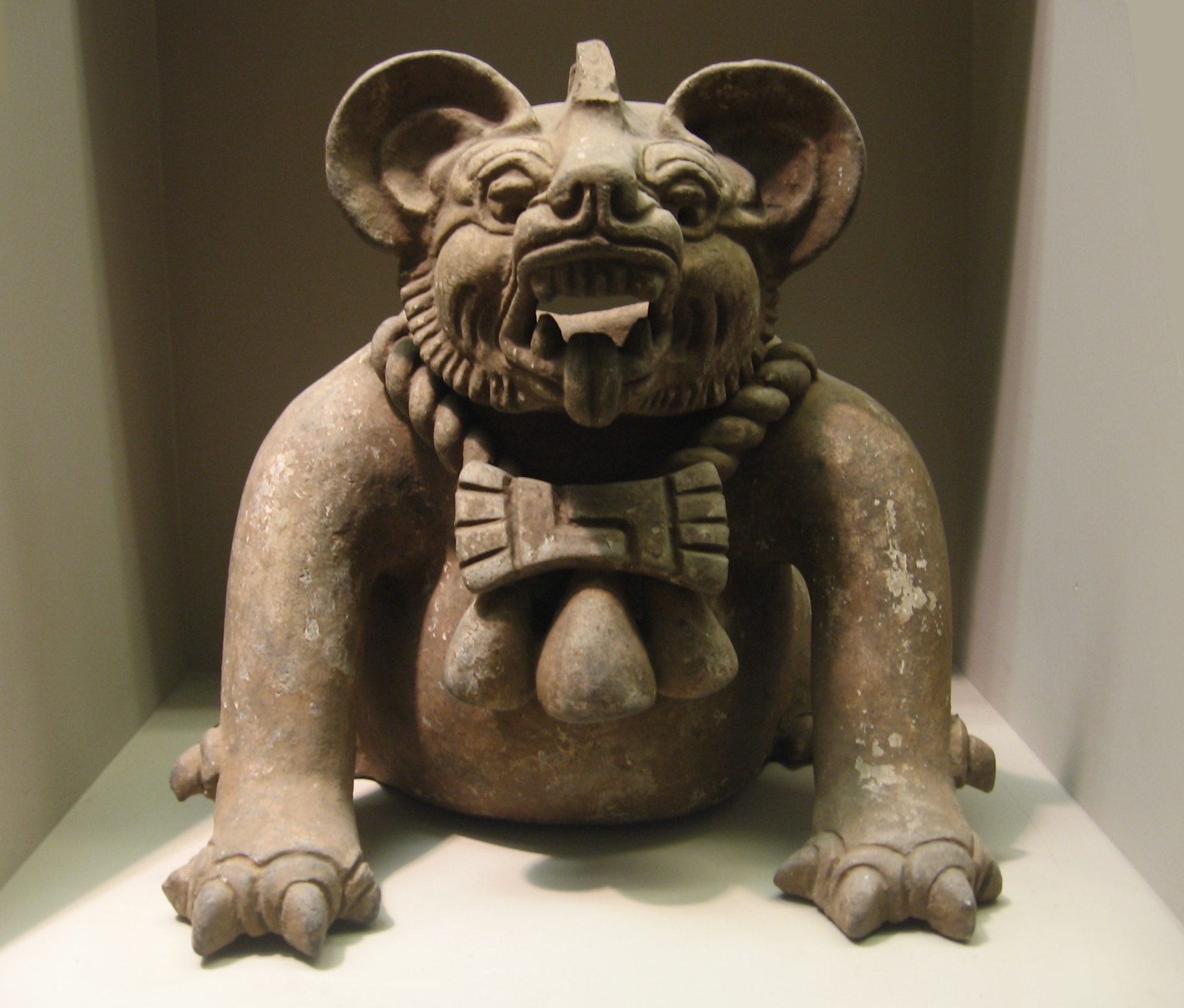
Urne funéraire , d'Oaxaca, Mexique, 300-650 apr. J.-C. – Hauteur : 23 cm).
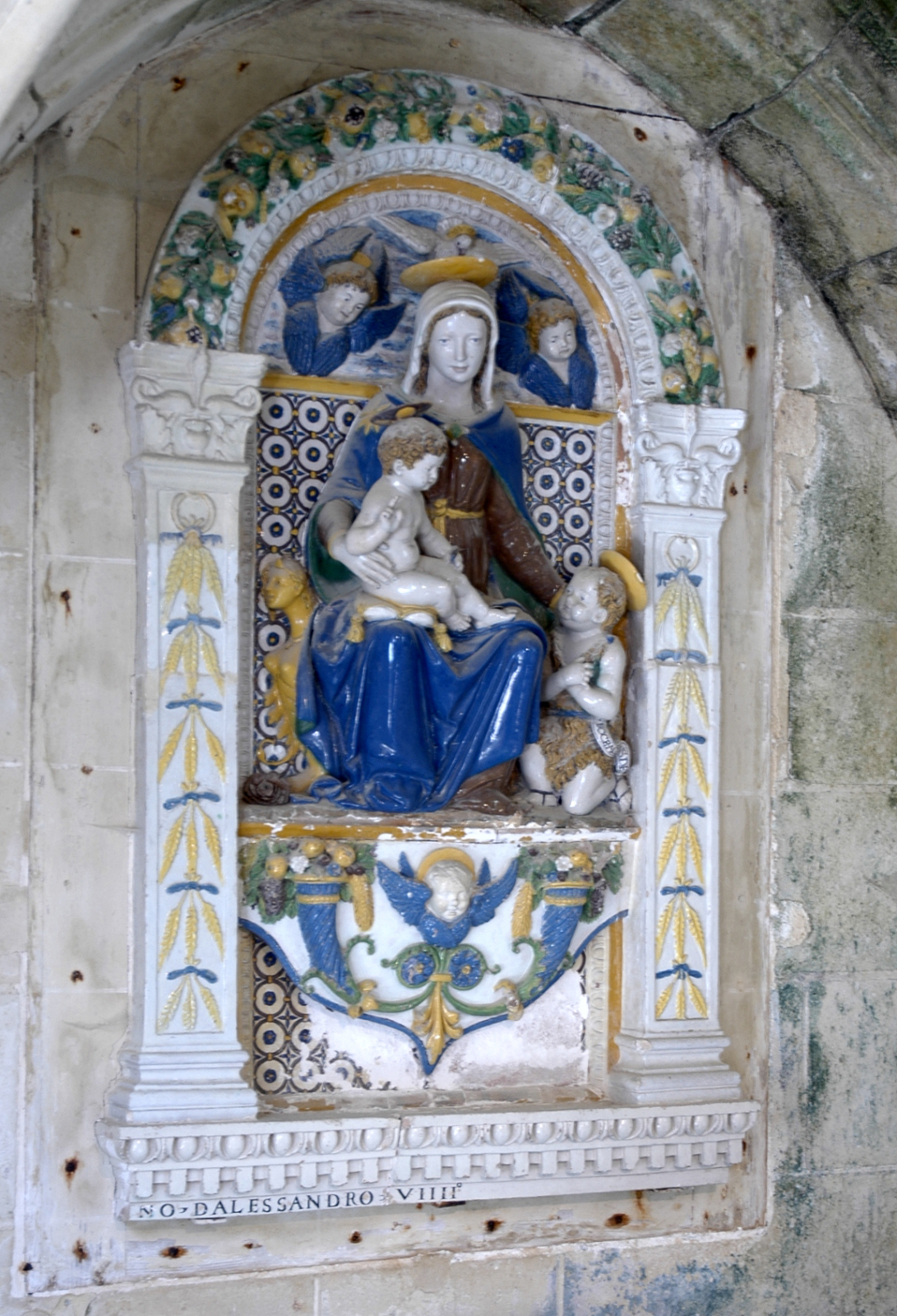
Luca della Robbia, Marie, Jésus et saint Jean-Baptiste

Chine
Les collections de céramiques majeurs sont celles du musée du Palais à la cité interdite de Pekin, avec environ 340 000 pièces, et le musée national du Palais à Taipei (Taïwan) avec 25 000 pièces,. Ces deux musées sont munis des collections impériales chinoises dès les dynasties Tang et Song, dont les pièces proviennent presque toutes de Chine.
Royaume-Uni
À Londres se trouve le musée Victoria and Albert qui présente plus que 75 000 pièces principalement produites après l'année 1400, tandis que le British Museum présente une collection de céramiques produites pour la plupart avant 1400.
France
États-Unis
Le Metropolitan Museum of Art à New York et la Freer Gallery of Art à Washington (qui présente 12 000 pièces de l'Asie de l'Est) ont de nombreuses collections de céramiques fines, parmi les plus reconnues dans les grands musées des États-Unis. Le Corning Museum of Glass présente plus que 45 000 objets en verre.

## Céramique contemporaine

### En France
À Vallauris a lieu une Biennale Internationale de Céramique d'art. Y a lieu un grand concours de céramique contemporaine.

### En Afrique
Ladi Kwali, une potière nigériane a fait de grands pots décorés de motifs géométriques incisés, s'inspirant des céramiques traditionnelles d'Afrique de l'ouest. Magdalene Odundo est une potière kényane née britannique dont les céramiques sont façonnées à la main puis brunies.